# Kaposkeresztúr
Kaposkeresztúr è un comune dell'Ungheria di 382 abitanti (dati 2001) situata nella contea di Somogy, nell'Ungheria centro-occidentale.